# Даніель Дідаві
Даніель Дідаві (нім. Daniel Didavi, нар. 21 лютого 1990, Нюртінген, Німеччина) — німецький футболіст, атакувальний півзахисник клубу «Штутгарт».

## Ігрова кар'єра
Даніель Дідаві народився у містечку Нюртінген в інтернаціональній родині. Батько Даніеля виходець з Беніну. Дідаві є вихованцем клубу «Штутгарт», де він почав займатися футболом з 2003 року. У 2008 році футболіст приєднався до першої команди клубу але також багато часу проводив, граючи у дублюючому складі. 
Влітку 2012 року після оренди у «Нюрнберзі» Дідаві продовжив угоду із «Штутгартом» до 2016 року. Після чого на правах вільного агента він підписав п'ятирічний контракт з іншим клубом Бундесліги - «Вольфсбургом».
Вже за два роки Дідаві повернувся до «Штутгарта», підписавши з клубом новий контракт на три роки.
У 2011 році Дідаві провів п'ять матчів у відборі до молодіжного Євро — 2013.

## Досягнення
Штутгарт
- Фіналіст Кубка Німеччини: 2012/13